# Separatizem
Separatizem je zagovarjanje kulturne, etnične, plemenske, verske, rasne, vladne ali spolne ločitve od večje skupine. Kot pri odcepitvi se separatizem običajno nanaša na popolno politično ločitev. Skupine, ki si prizadevajo za večjo avtonomijo, same po sebi niso separatistične. Nekatere razprave enačijo separatizem z versko segregacijo, rasno segregacijo ali spolno segregacijo, medtem ko druge razprave zavzamejo širši pogled, da lahko ločitev služi koristnim namenom in ni enaka vladni segregaciji. O tej definiciji in zlasti o tem, kako je povezana s secesionizmom, kot se je razpravljalo na spletu, obstaja tudi nekaj akademskih razprav.
Separatistične skupine izvajajo politiko identitete ali politično dejavnost in teoretiziranje, ki temelji na skupnih izkušnjah članov skupine. Takšne skupine verjamejo, da poskusi integracije s prevladujočimi skupinami ogrožajo njihovo identiteto in sposobnost za večjo samoodločbo. Pri tvorbi močnih separatističnih gibanj pa so, v nasprotju z manj ambicioznimi gibanji identitete, ključni gospodarski in politični dejavniki.

## Motivi
Skupine imajo lahko enega ali več motivov za ločitev, vključno z:
- Čustvena zamera in sovraštvo do rivalskih skupnosti.
- Zaščita pred genocidom in etničnim čiščenjem.
- Odpor žrtev zatiranja, vključno s očrnitvijo njihovega jezika, kulture ali vere.
- Vpliv in propaganda tistih v regiji in zunaj nje, ki upajo, da bodo imeli politične koristi zaradi konfliktov in sovraštva med skupinami.
- Ekonomska in politična prevlada ene skupine, ki moči in privilegijev ne deli egalitarno.
- Ekonomski motivi: prizadevanje za odpravo ekonomskega izkoriščanja s strani močnejše skupine ali, nasprotno, izogibanje ekonomski prerazporeditvi od bogatejše k revnejši skupini.
- Ohranjanje ogroženega verskega, jezikovnega ali drugega kulturnega izročila.
- Destabilizacija zaradi enega separatističnega gibanja, ki povzroči nadaljnje destabilizacije.
- Geopolitični vakuum moči zaradi razpada večjih držav ali imperijev.
- Nadaljevanje razdrobljenosti med razpadanjem vse več držav.
- Občutek, da je bil domnevni narod dodan večji državi na nelegitimen način.
- Dojemanje, da država ne more več podpirati lastne skupine ali pa je ta izdala njihove interese.
- Nasprotovanje političnim odločitvam.